# Rexichthys johnpaxtoni
Rexichthys johnpaxtoni är en fiskart som beskrevs av Nikolai V. Parin och Astakhov, 1987. Rexichthys johnpaxtoni ingår i släktet Rexichthys och familjen havsgäddefiskar. Inga underarter finns listade i Catalogue of Life.